# Hybanthus enneaspermus
Hybanthus enneaspermus is een plant uit de viooltjesfamilie (Violaceae). Het is een doorgaans kruidachtige, vaste plant of soms een tot 60 cm hoge struik. De plant is glad of behaard. De bladeren zijn lint- tot lancetvormig en 1-5 cm lang. De steunblaadjes zijn puntig en 1-4 mm lang.
De bloemen staan solitair. De kelkbladeren zijn 3-4 mm lang. Het onderste kroonblad is breed-spatelvormig. De bovenste kroonbladeren zijn lintvormig en 3-4 mm lang. De zijdelingse kroonbladeren zijn 4,5-5 mm lang. De vrucht is een 4-9 mm lange doosvrucht met vijf tot twaalf zaden.
De plant komt van nature voor in Hainan, Guangdong (China) en het zuiden van Taiwan. Elders is de soort verwilderd, zoals in tropisch Afrika, Azië en Australië.